# Albalophosaurus yamaguchiorum
Albalophosaurus yamaguchiorum ("lagarto de cresta blanca de Ichio y Mikiko Yamaguchi") es la única especie conocida del género extinto Albalophosaurus de dinosaurio ornitisquio cerápodo que vivió a principios del período Cretácico, hace aproximadamente 130 millones de años en el Barremiense, en lo que es hoy Asia. 

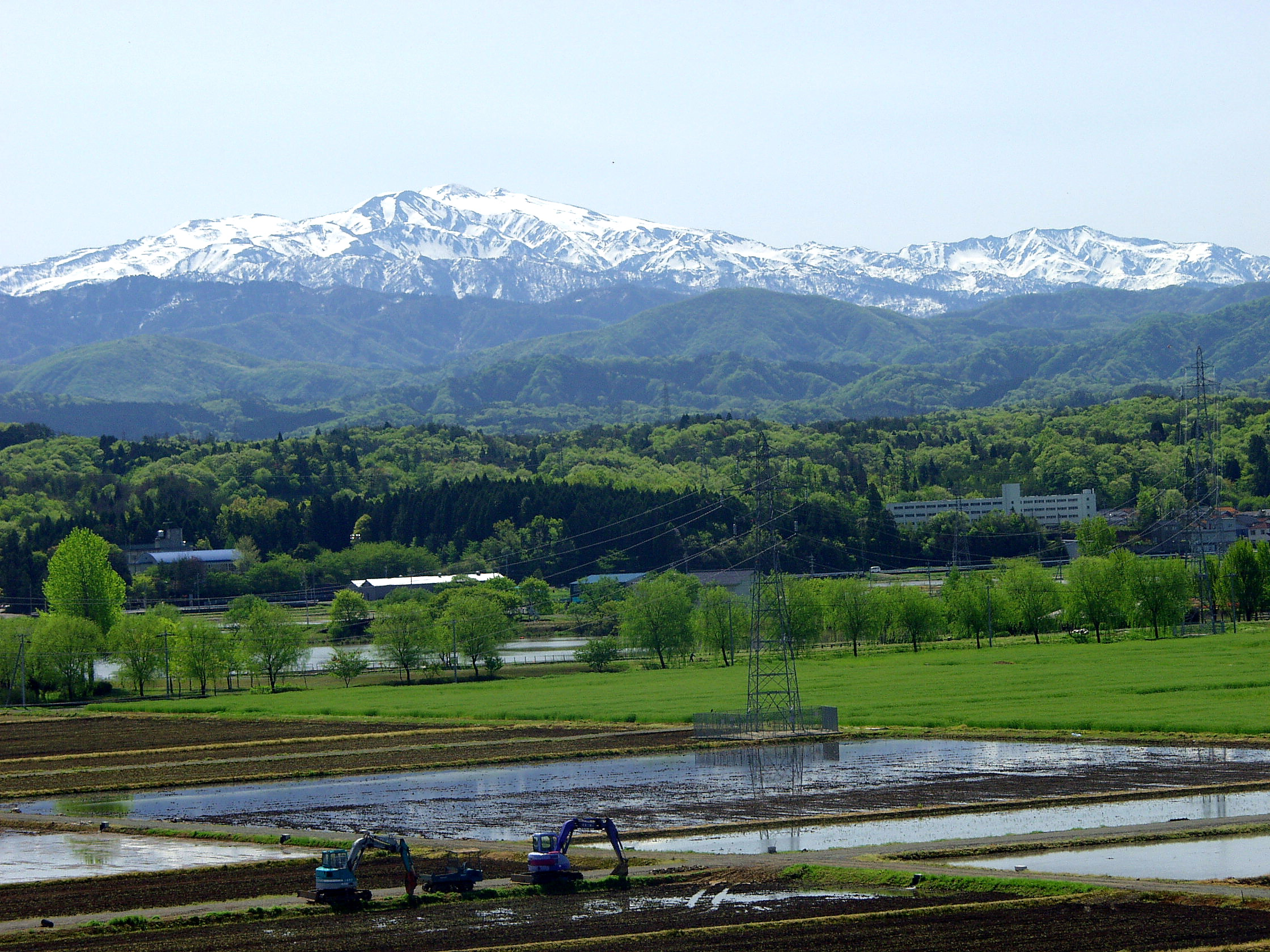
Vista del Monte Hakusan, la montaña a partir de la cual recibió su nombre Albalophosaurus.

Descrito en 2009 a partir de restos encontrados en la Formación Kuwajima en el centro de  Japón, aflorados en Hakusan en la Prefectura Ishikawa. El holotipo consiste en huesos pertenecientes a un cráneo incompleto y desarticulado que se piensa que pertenecía a un solo individuo. La especie tipo se denominó A. yamaguchiorum.
Se desconoce la edad exacta del estrato de donde proviene Albalophosaurus, ya que faltan capas marinas que contengan fósiles índices, pero la Formación Kuwajima se cree que se formó durante el Cretácico Inferior, posiblemente entre el Berriasiense y el Barremiense basándose en la edad de las formaciones geológicas que se encuentran por encima y debajo de esta. Estudios más recientes sugieren que la edad de la Formación Kuwajima sea más probable entre el Valanginiense y Hauteriviense, por lo que su edad exacta sigue siendo dudosa.
Aunque Albalophosaurus fue clasificado como un ceratopsiano basal en un análisis filogenético realizado junto con la descripción del género, sólo una sinapomorfía ambigua de la clado está presente en el holotipo, y ninguno de los sinapomorfias inequívocas que definen Ceratopsia están presentes. Otras características, tales como los de la morfología dental de Albalophosaurus, parecen sugerir que el género comparte una relación con Ornithopoda. Así, los autores de la descripción original del género lo refieren a Cerapoda incertae sedis, y no consideran que sea una ceratopsiano. Han et al. en 2012 encontró a Albalophosaurus como un ceratopsiano más derivado que Micropachycephalosaurus, Yinlong, Stenopelix, y Chaoyangosaurus, pero basal a un clado compuesto de Psittacosaurus y ceratopsianos más derivados.